# Martha Roldán
Martha Roldán fue una actriz y comediante argentina.

## Televisión
- Rolando Rivas, taxista (1972-1973) como Doña Carmen
- El cuarteador (1979) como Laureana[1]
- Profesión, ama de casa (1979) como Juliana[2]
- La vida en Calabromas (1978-1979), varios personajes[3]
- Calabromas (1980-1982), varios personajes[4]
- Los especiales de ATC: El viejo Hucha (1980)
- Señorita maestra (1983) como madre de Jacinta
- María de nadie (1985) como Inocencia

## Filmografía
- Zafra (1959)[5]
- Shunko (1960)
- Psexoanálisis (1968)
- Argentino hasta la muerte (1971)
- Difunta Correa (1975)[6]
- Jacinta Pichimahuida se enamora (1977)
- Custodio de señoras (1979)
- Expertos en pinchazos (1979)
- La Nona (1979) como la madre superiora[7]*
- Juan que reía (1976)
- La muerte de Sebastián Arache y su pobre entierro (1983) como Manuela Sosa
- La ciudad oculta (1989)